# プレヴェゼ (潜水艦)
プレヴェゼとは、プレヴェザの海戦で知られるプレヴェザのトルコ語名であり、トルコ海軍の潜水艦の名称でもある。
- プレヴェゼ、トルコ海軍に所属していたガトー級潜水艦。TCG Preveze (S-340)
- プレヴェゼ、トルコ海軍に所属していたバラオ級潜水艦。TCG Preveze (S-345)
- プレヴェゼ、トルコ海軍に所属しているプレヴェゼ級潜水艦。TCG Preveze (S-353)